# Batara à nuque noire
Thamnophilus atrinucha
Espèce
Répartition géographique
Statut de conservation UICN

 LC  : Préoccupation mineure
Le Batara à nuque noire (Thamnophilus atrinucha) est une espèce de passereaux de la famille des Thamnophilidae.

## Description
Le Batara à nuque noire mesure environ 15 cm de longueur.

## Répartition et sous-espèces
Selon la classification de référence du Congrès ornithologique international (15.1, 2025) il se répartit en deux sous-espèces :
- Thamnophilus atrinucha atrinucha Salvin & Godman 1892 — du sud du Bélize au nord-ouest du Pérou ;
- Thamnophilus atrinucha gorgonae Thayer & Bangs, 1905 — île Gorgona.